# Pristurus crucifer
Pristurus crucifer är en ödleart som beskrevs av  Achille Valenciennes 1861. Pristurus crucifer ingår i släktet Pristurus och familjen geckoödlor. Inga underarter finns listade i Catalogue of Life.
Exemplaren blir vanligen 60 till 90 mm långa och den maximala längden är 100 mm. Typiskt är ett avrundat huvud och stora ögon med runda pupiller. I motsats till andra geckoödlor har arten smala extremiteter och klor vid tårna. Hannens svans är från sidan avplattad. Kroppsfärgen på ryggen varierar mellan grå, gråbrun och brun. En strimma på ryggens mitt är mörk med vita punkter på varje sida. Flera individer har röda punkter på kroppssidorna. Undersidan är nästan vit. Arten har en gulaktig haka.
Denna geckoödla förekommer i Somalia, i norra och östra Etiopien, i angränsande regioner av Djibouti, kanske i Eritrea samt på sydvästra Arabiska halvön. Den lever i låglandet och i bergstrakter upp till 1600 meter över havet. Exemplaren vistas i savanner med växter av släktet Acacia, nära havet, på jordbruksmark och i halvöknar.

Pristurus crucifer är aktiv på dagen och den vistas på marken. Gömstället för natten är en självgrävd jordhåla som ofta ligger intill ett buske. Exemplaren väntar på insekter som skalbaggar och andra små byten. Honor lägger ägg.
I Jemen dödas några individer av personer som befarar att djuret bär på sjukdomar. Hela populationen antas vara stor. IUCN kategoriserar arten globalt som livskraftig (LC).